# Dan Lungren
Daniel Edward "Dan" Lungren (Long Beach, 22 september 1946) is een Amerikaans voormalig politicus van de Republikeinse Partij. Van 2005 tot 2013 vertegenwoordigde Lungren het 3e congresdistrict van Californië in het Huis van Afgevaardigden.

## Politieke loopbaan
Van 1979 tot 1983 was Lungren afgevaardigde namens het 34e congresdistrict in Los Angeles. Door de hertekening van de districten werd Lungren in 1983 verkozen in het 42e district. In 1990 werd Lungren verkozen als procureur-generaal (attorney general) van de staat Californië, een functie die hij tot 1999 vervulde. In de Californische gouverneursverkiezingen van 1998 was Dan Lungren de tegenkandidaat van de Democraat Gray Davis. Davis won van Lungren met 57,9% tegen 38,4%.
In 2005 keerde Lungren terug naar het Huis van Afgevaardigden, ditmaal namens het 3e congresdistrict. Door de hertekening van de Californische congresdistricten door de Citizens Redistricting Commission kwam Lungren in 2012 op in het nieuwe 7e district. Daar werd hij in de tweede ronde verslaan door de Democraat Ami Bera.
- Bibliothèque nationale de France: cb169300601 (data)
- Gemeinsame Normdatei: 17023035X
- International Standard Name Identifier: 0000 0004 4249 5750
- Library of Congress Control Number: n88011190
- Biographical Directory of the United States Congress: L000517
- Virtual International Authority File: 215042678